# Cimitero di Novodevičij
Il cimitero di Novodevičij (in russo Новоде́вичье кла́дбище?, Novodevič'e kladbišče) è il più importante cimitero di Mosca, situato presso il monastero di Novodevičij, convento del XVI secolo, patrimonio dell'umanità dal 2004.

## Storia
Il cimitero fu inaugurato nel 1898. Come altri importanti monasteri moscoviti (ad esempio il monastero di Danilov o il monastero di Donskoj) il convento di Novodevičij venne trasformato dalla nobiltà russa in luogo di sepoltura.
Anton Čechov fu uno dei primi personaggi interrati nella nuova necropoli, ed anche Nikolaj Gogol' venne in seguito spostato qui. Anche Michail Bulgakov, autore de Il maestro e Margherita, è sepolto in questo cimitero. Durante l'epoca sovietica divenne il cimitero più esclusivo della Russia, grazie alla presenza di Pëtr Kropotkin, Nikita Chruščëv, Sergej Prokof'ev, Dmitrij Šostakovič, Konstantin Stanislavskij e David Ojstrach.
Attualmente nel cimitero sono sepolte 27 000 persone, tra cui famosi scrittori, artisti, militari e politici. Stante il deficit di capienza le nuove inumazioni avvengono per lo più alla sua sezione distaccata di Troekurovskoe, dove sono sepolti Boris Nemcov e Anna Politkovskaja.

## Alcune personalità sepolte nel cimitero di Novodevičij
- Andrej Abrikosov, attore (1906-1973)
- Aleksandr Afinogenov, drammaturgo (1904–1941)
- Daniil Andreev, scrittore (1906-1959)
- Nadežda Allilueva, first lady (1902-1932)
- Ėduard Bagrickij, poeta, (1895-1934)
- Pavel Beljaev, cosmonauta (1925-1970)
- Georgij Beregovoj, cosmonauta (1921-1995)
- Michail Bulgakov, scrittore (1891-1940)
- Sergej Bondarčuk, regista (1920-1994)
- Boris Brunov, attore (1922-1997),
- Valerij Brjusov, letterato (1873-1924)
- Nikolaj Bulganin, politico (1895-1975)
- Anton Čechov, scrittore (1860-1904)
- Dmitry Čečulin, architetto (1901–1981)
- Pavel Čerenkov, fisico (1904-1990)
- Nikita Chruščëv, politico (1894-1971)
- Georgij Čičerin, politico (1872-1936)
- Aleksandr Dovženko, regista (1894-1956)
- Sergej Ėjzenštejn, regista (1898-1948)
- Boris El'cin, politico (1931-2007)
- Il'ja Ėrenburg, scrittore (1891-1967)
- Aleksandr Fadeev, scrittore (1901-1956)
- Evgenija Figner, rivoluzionaria (1858-1931)
- Vera Figner, rivoluzionaria (1852-1942)
- Dmitrij Furmanov, scrittore (1891-1926)
- Nikolaj Gogol', scrittore (1809-1852)
- Il'ja Golosov, architetto (1883-1945)
- Raisa Gorbačëva, politica (1932-1999)
- Michail Gorbačëv, politico (1931-2022)
- Andrej Gromyko, politico (1909-1989)
- Nazım Hikmet, poeta (1901-1963)
- Boris Iofan, architetto (1891-1976)
- Michail Isakovskij, poeta (1900-1973)
- Georgij Samojlovič Isserson, generale e teorico militare (1899-1976)
- Sofija Ivanova Borejša, rivoluzionaria (1856-1927)
- Oleg Jankovskij, attore (1944-2009)
- Aleksandra Kollontaj, politica (1872-1952)
- Alisa Koonen, attrice (1889-1974)
- Dar'ja Košeleva, nobildonna (1752-1836)
- Lev Davidovič Landau, fisico (1908-1968)
- Aleksandr Lebed', militare e politico (1950-2002)
- Isaak Levitan, pittore (1860-1900)
- Vladimir Majakovskij, poeta (1893-1930)
- Aleksej Mares'ev, asso dell'aviazione (1916-2001)
- Ekaterina Maksimova, ballerina (1939-2009)
- Tat'jana Mavrina pittrice e illustratrice (1902-1996)
- Sergej Vladimirovič Michalkov, scrittore (1913-2009)
- Wang Ming, politico (1904-1974)
- Vjačeslav Molotov, politico (1890-1986)
- Nikolaj Ogarëv, poeta (1813-1877)
- Davyd Ojstrach, violinista (1908-1974)
- Michail Fëdorovič Orlov, militare (1788-1842)
- Ljudmyla Pavličenko, militare (1916-1974)
- Lev Pontrjagin, matematico (1908 - 1988)
- Sergej Prokof'ev, compositore (1891-1953)
- Svjatoslav Richter, pianista (1915-1997)
- Mstislav Rostropovič, musicista (1927-2007)
- Nikolaj Rubinštejn, compositore (1835-1881)
- Fëdor Šaljapin, cantante lirico (1873-1938)
- Vissarion Šebalin, compositore (1902-1963)
- Valentin Serov, pittore (1865-1911)
- Dmitrij Skobel'cyn, fisico (1892-1990)
- Aleksandr Skrjabin, compositore (1872-1915)
- Leonid Sobinov, cantante lirico (1872-1934)
- Vladimir Sofronickij, pianista (1901-1961)
- Sergej Leonidovič Sokolov, militare (1911-2012)
- Julija Solnceva, attrice e regista (1901-1989)
- Sergej Solov'ëv, storico (1820-1879)
- Vladimir Solov'ëv, filosofo e teologo (1853-1900)
- Dmitrij Šostakovič, compositore (1906-1975)
- Konstantin Stanislavskij, regista e teorico teatrale (1863-1938)
- Esfir' Šub, regista (1894-1959)
- Georgij Sviridov, compositore (1915-1998)
- Viktor Talalichin, militare (1918-1941)
- Andrej Tupolev, ingegnere aeronautico (1888-1972)
- Dmitrij Veneditinov, poeta (1805-1827)
- Vladimir Vernadskij, mineralogista e geochimico (1863-1945)
- Lev Vygotskij, psicologo (1896-1934)
- Vladimir Žirinovskij, politico (1946-2022)

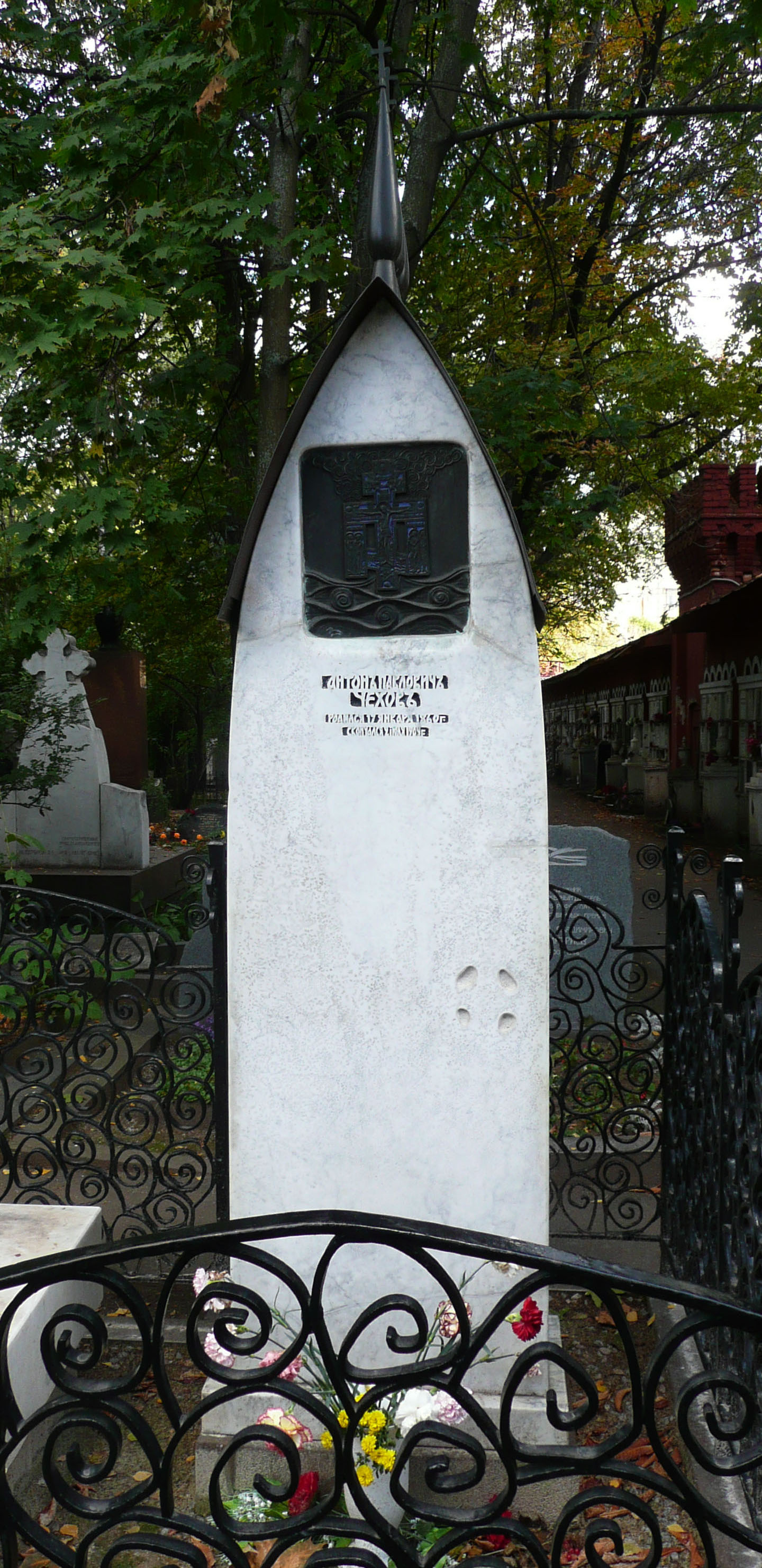
Tomba di Anton Čechov
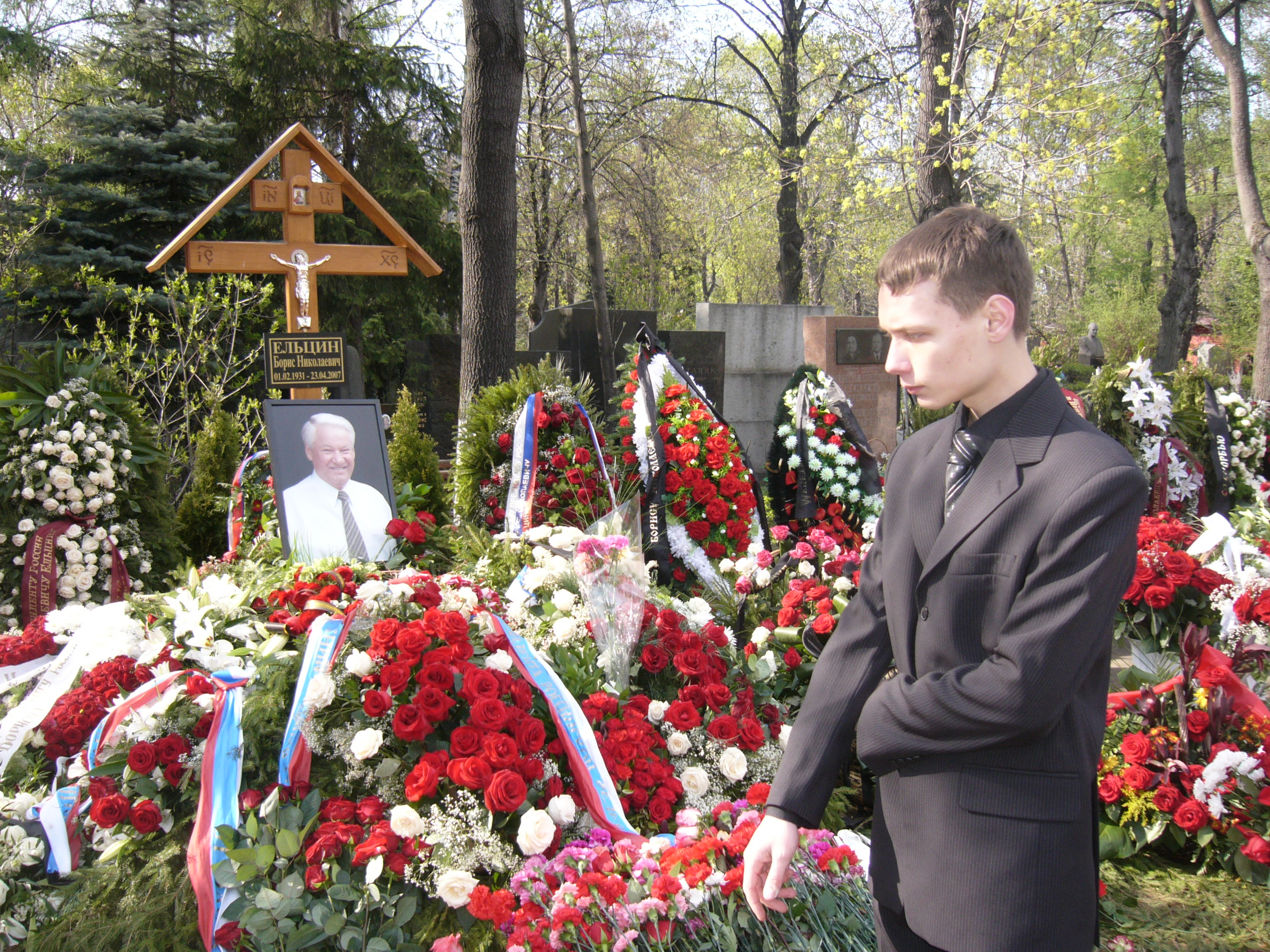
Tomba di Boris El'cin
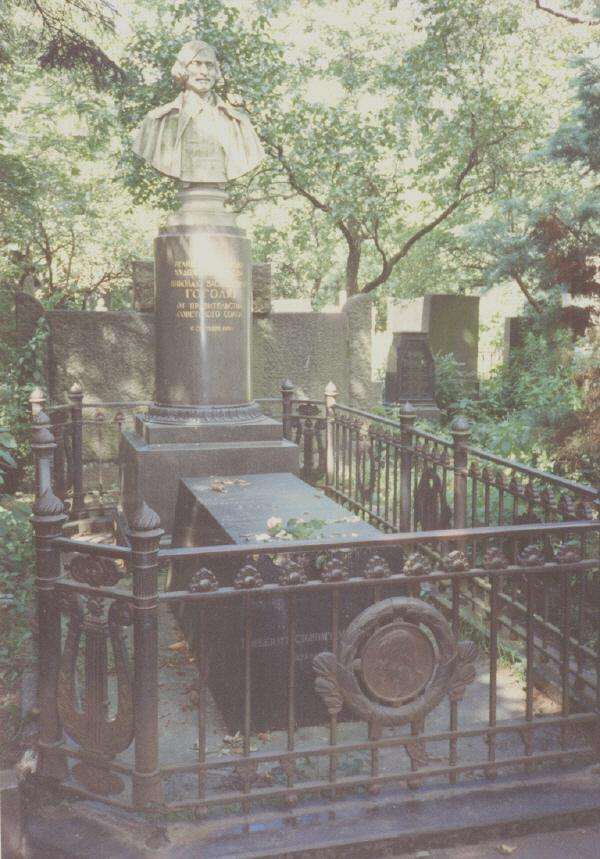
Tomba di Nikolaj Vasil'evič Gogol'
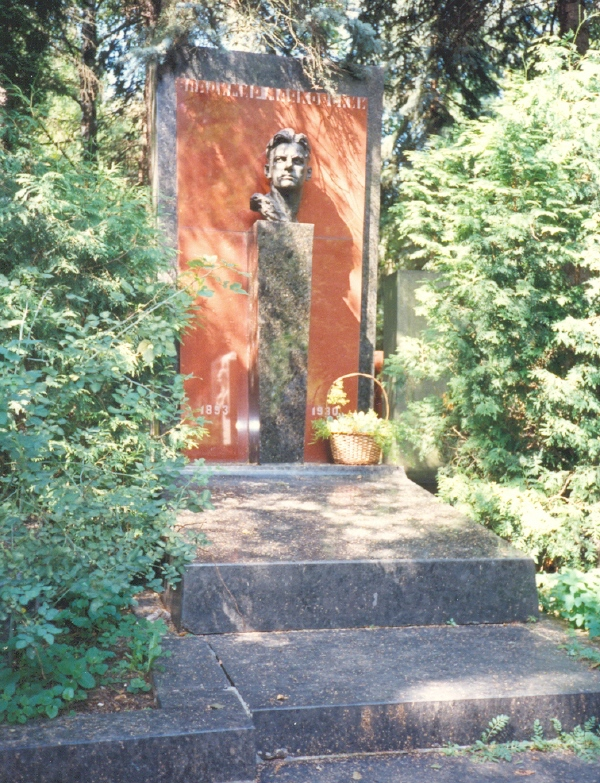
Tomba di Vladimir Vladimirovič Majakovskij
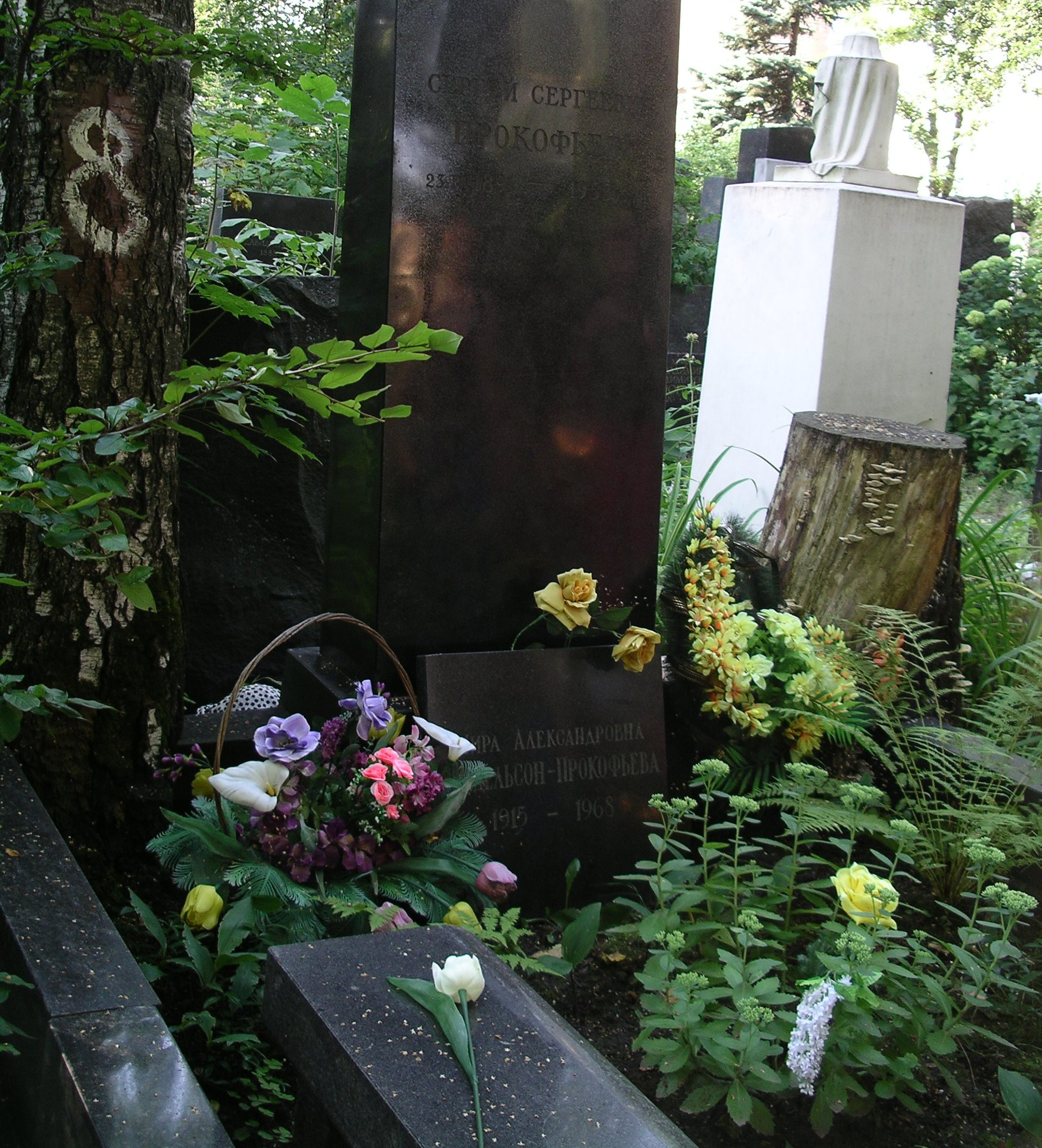
Tomba di Sergej Sergeevič Prokof'ev
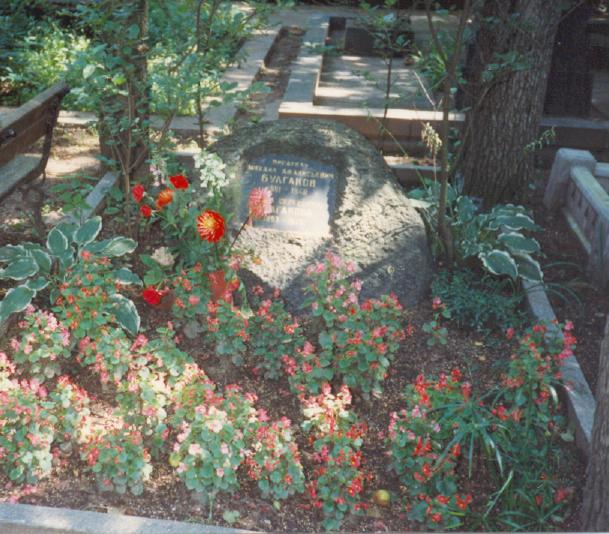
Tomba di Michail Afanas'evič Bulgakov
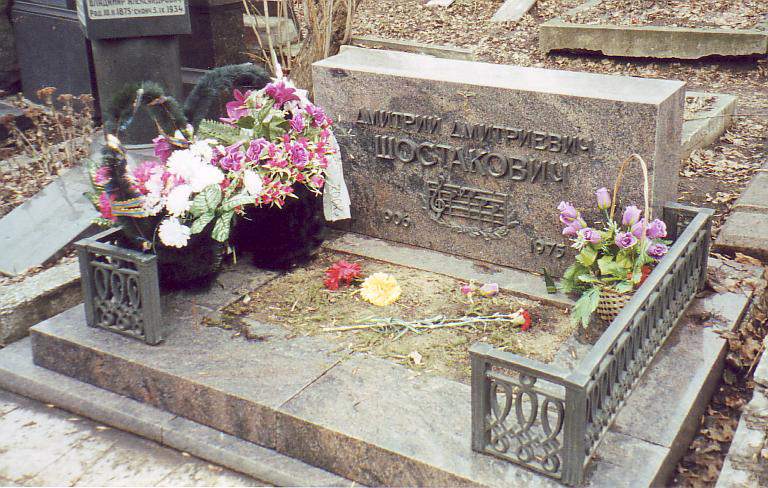
Tomba di Dmitrij Dmitrievič Šostakovič
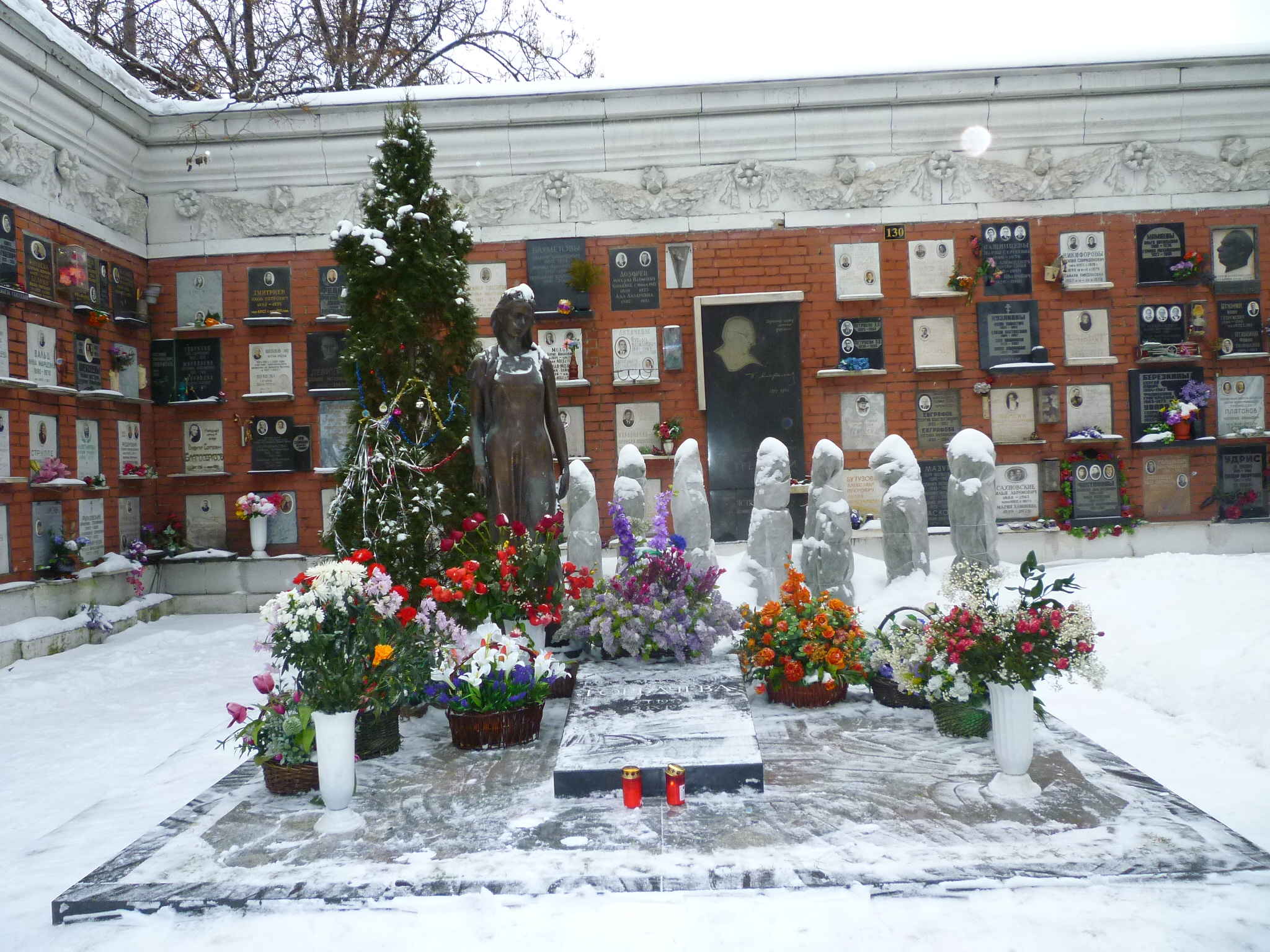
Tomba di Raisa Maksimovna Gorbačëva